# Desirae Krawczyková
Desirae Marie Krawczyková (* 11. ledna 1994 Palm Desert, Kalifornie) je americká profesionální tenistka, deblová specialistka hrající levou rukou. Na  grandslamu ovládla v roce 2021 smíšené soutěže French Open, Wimbledonu a US Open. Čtvrtou trofej z mixu přidala ve Wimbledonu 2022. Neproměněný mečbol ve finále mixu Australian Open 2024 ji připravil o zkompletování kariérního grandslamu. Ve své dosavadní kariéře na okruhu WTA Tour vyhrála dvanáct deblových turnajů. V rámci okruhu ITF získala šest titulů ve čtyřhře.
Na žebříčku WTA byla ve dvouhře nejvýše klasifikována v říjnu 2017 na 752. místě a ve čtyřhře pak v srpnu 2024 na 7. místě. Trénuje ji Craig Veal.
Na grandslamu odešla s Chilankou Alexou Guarachiovou poražena z boje o titul ve čtyřhře French Open 2020. Po boku Brita Joea Salisburyho pak ovládla smíšenou čtyřhru French Open 2021 po finálové výhře nad Rusy Jelenou Vesninovou a Aslanem Karacevem.
Spojené státy americké reprezentovala na Letních olympijských hrách 2024 v Paříži, kde vytvořila s Daniellou Collinsovou čtvrtou nasazenou dvojici ve čtyřhře. Ve druhém kole je však vyřadila ukrajinská dvojčata Ljudmyla a Nadija Kičenokova.

## Soukromý život
Narodila se roku 1994 v kalifornském Palm Desert. Po otci má polské předky, matka je původem z Filipín. Na Arizonské státní univerzitě hrála v letech 2013–2016 univerzitní tenis za tým Sun Devils, s celkovou zápasovou bilancí 97–43 ve dvouhře a 75–31 ve čtyřhře.

## Tenisová kariéra

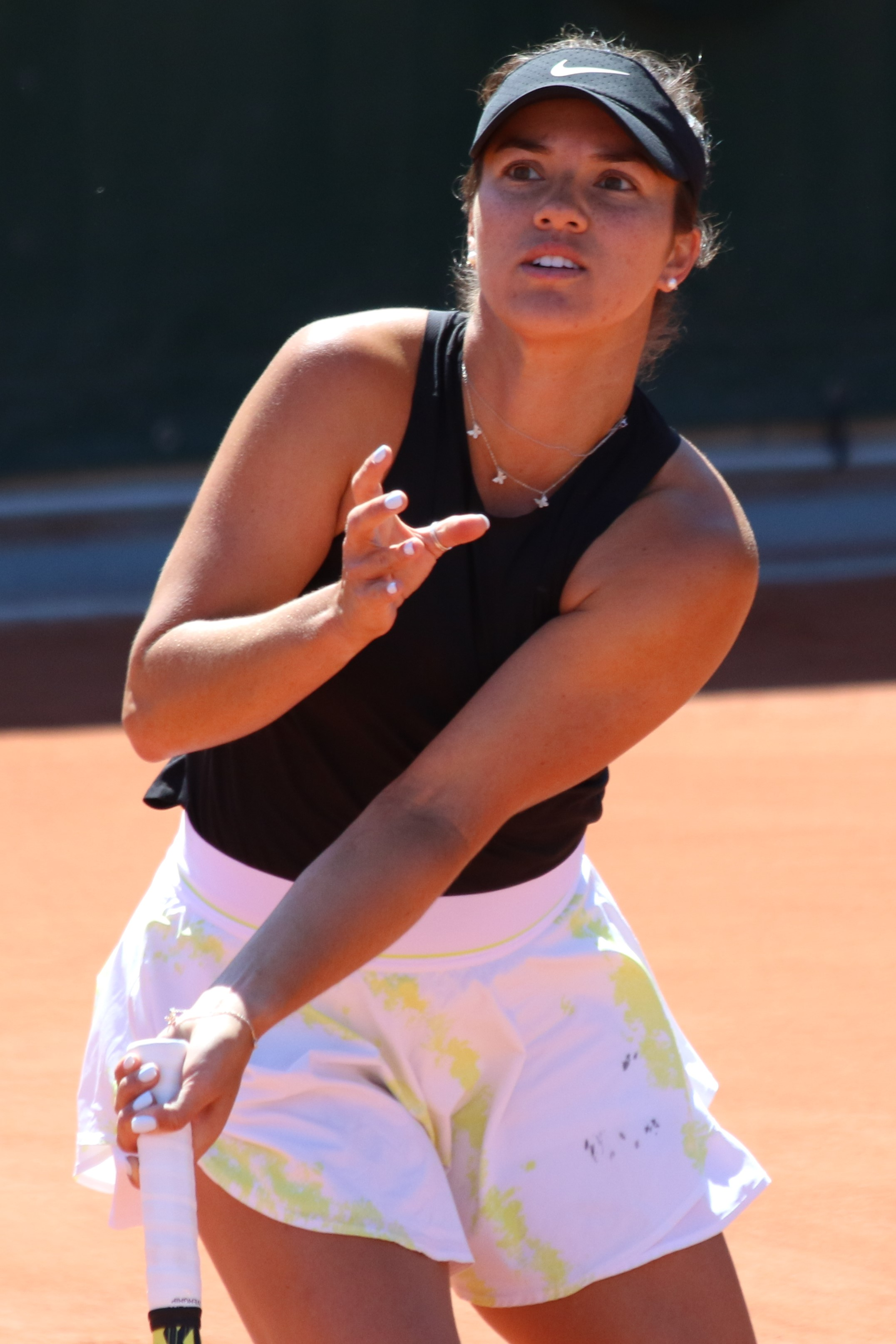
Forhendový volej na French Open 2022

V rámci událostí okruhu ITF debutovala v únoru 2010, když do čtyřhry turnaje v kalifornském Rancho Mirage s dotací 25 tisíc dolarů obdržela s Coco Vandewegheovou divokou kartu. V semifinále Američanky podlehly ukrajinským sestrám Ljudmyle a Nadije Kičenokovým. Premiérový titul v této úrovni tenisu vybojovala během ledna 2017 ve Fort-de-France, na turnaji s rozpočtem patnáct tisíc dolarů. Ve finále čtyřhry s Mexičankou Giulianou Olmosovou zdolaly Francouzky Saru Cakarevicovou a Emmanuelle Salasovou.
Na okruhu WTA Tour debutovala srpnovou čtyřhrou Citi Open 2017 ve Washingtonu, D.C. Po boku krajanky Kaitlyn Christianové však na úvod prohrály s kanadsko-americkým párem Bianca Andreescuová a Louisa Chiricová. Premiérový titul na túře WTA získala ve čtyřhře antukového Ladies Championship Gstaad 2018. V páru s Chilankou Alexou Guarachiovou ve finále zdolaly španělsko-švýcarskou dvojici Lara Arruabarrenová a Timea Bacsinszká.
Debut v hlavní soutěži nejvyšší grandslamové kategorie přišel v ženském deblu US Open 2018. Ve druhém kole však s Australankou Monique Adamczakovou nenašly recept na třináctou nasazenou dvojici Coco Vandewegheová a Ashleigh Bartyová. Do finále čtyřhry French Open 2020 postoupila s Chilankou Alexu Guarachiovou. Ve třetím kole vyřadily první světový pár složený z Barbory Strýcové a Sie Šu-wej. V souboji o titul však podlehly druhým nasazeným obhájkyním trofeje, Tímee Babosové a Kristině Mladenovicové po dvousetovém průběhu. V duelu šestkrát ztratily servis. První tři deblová finále v kategorii WTA 1000 nezvládla na Mutua Madrid Open 2022, National Bank Open 2023 a Qatar TotalEnergies Open 2024. Až čtvrté finále v této úrovni proměnila v titul, když s krajankou Caroline Dolehideovou v závěrečném duelu torontského National Bank Open 2024 zdolaly kanadsko-novozélandské turnajové jedničky Gabrielu Dabrowskou s Erin Routliffeovou. Oplatily jim tak semifinálovou porážku z Wimbledonu 2024, znamenající zisk jedenácté deblové trofeje na okruhu WTA Tour. Bodový zisk jí zajistil posunul na kariérní maximum, když 19. srpna 2024 figurovala na 7. místě žebříčku ve čtyřhře.

## Finále na Grand Slamu

### Ženská čtyřhra: 1 (0–1)
| Stav       | rok  | turnaj      | povrch | spoluhráčka       | soupeřky ve finále                    | výsledek |
| ---------- | ---- | ----------- | ------ | ----------------- | ------------------------------------- | -------- |
| Finalistka | 2020 | French Open | antuka | Alexa Guarachiová | Tímea Babosová Kristina Mladenovicová | 4–6, 5–7 |

### Smíšená čtyřhra: 6 (4–2)
| Stav       | rok  | turnaj          | povrch | spoluhráč     | soupeři ve finále                         | výsledek              |
| ---------- | ---- | --------------- | ------ | ------------- | ----------------------------------------- | --------------------- |
| Vítězka    | 2021 | French Open     | antuka | Joe Salisbury | Jelena Vesninová Aslan Karacev            | 2–6, 6–4, [10–5]      |
| Vítězka    | 2021 | Wimbledon       | tráva  | Neal Skupski  | Joe Salisbury Harriet Dartová             | 6–2, 7–6(7–1)         |
| Vítězka    | 2021 | US Open         | tvrdý  | Joe Salisbury | Giuliana Olmosová Marcelo Arévalo         | 7–5, 6–2              |
| Vítězka    | 2022 | Wimbledon (2)   | tráva  | Neal Skupski  | Matthew Ebden Samantha Stosurová          | 6–4, 6–3              |
| Finalistka | 2024 | Australian Open | tvrdý  | Neal Skupski  | Sie Šu-wej Jan Zieliński                  | 7–6(7–5), 4–6, [9–11] |
| Finalistka | 2024 | French Open     | antuka | Neal Skupski  | Laura Siegemundová Édouard Roger-Vasselin | 4–6, 5–7              |

## Finále na okruhu WTA Tour

### Čtyřhra: 23 (12–11)
| Legenda                                        |
| ---------------------------------------------- |
| Grand Slam (0–1)                               |
| Turnaj mistryň (0)                             |
| Premier Mandatory & Premier 5 / WTA 1000 (1–3) |
| Premier / WTA 500 (5–3)                        |
| International / WTA 250 (6–4)                  |

| Stav       | č.  | datum             | turnaj                         | kategorie     | povrch     | spoluhráčka                 | soupeřky ve finále                            | výsledek              |
| ---------- | --- | ----------------- | ------------------------------ | ------------- | ---------- | --------------------------- | --------------------------------------------- | --------------------- |
| Finalistka | 1.  | 8. dubna 2018     | Monterrey, Mexiko              | International | tvrdý      | Giuliana Olmosová           | Naomi Broadyová Sara Sorribes Tormo           | 6–3, 4–6, [8–10]      |
| Vítězka    | 1.  | 22. července 2018 | Gstaad, Švýcarsko              | International | antuka     | Alexa Guarachiová           | Lara Arruabarrenová Timea Bacsinszká          | 4–6, 6–4, [10–6]      |
| Finalistka | 2.  | 2. března 2019    | Acapulco, Mexiko               | International | tvrdý      | Giuliana Olmosová           | Viktoria Azarenková Čeng Saj-saj              | 1–6, 2–6              |
| Vítězka    | 2.  | 16. června 2019   | Nottingham, Spojené království | International | tráva      | Giuliana Olmosová           | Ellen Perezová Arina Rodionovová              | 7–6(7–5), 7–5         |
| Vítězka    | 3.  | 29. února 2020    | Acapulco, Mexiko               | International | tvrdý      | Giuliana Olmosová           | Kateryna Bondarenková Sharon Fichmanová       | 6–3, 7–6(7–5)         |
| Vítězka    | 4.  | 13. září 2020     | Istanbul, Turecko              | International | antuka     | Alexa Guarachiová           | Ellen Perezová Storm Sandersová               | 6–1, 6–3              |
| Finalistka | 3.  | 11. října 2020    | French Open, Paříž, Francie    | Grand Slam    | antuka     | Alexa Guarachiová           | Tímea Babosová Kristina Mladenovicová         | 4–6, 5–7              |
| Vítězka    | 5.  | 27. února 2021    | Adelaide, Austrálie            | WTA 500       | tvrdý      | Alexa Guarachiová           | Hayley Carterová Luisa Stefaniová             | 6–7(4–7), 6–4, [10–3] |
| Finalistka | 4.  | 14. března 2021   | Guadalajara, Mexiko            | WTA 250       | tvrdý      | Giuliana Olmosová           | Ellen Perezová Astra Sharmaová                | 4–6, 4–6              |
| Finalistka | 5.  | 25. dubna 2021    | Stuttgart, Německo             | WTA 500       | antuka (h) | Bethanie Matteková-Sandsová | Ashleigh Bartyová Jennifer Bradyová           | 4–6, 7–5, [5–10]      |
| Vítězka    | 6.  | 29. května 2021   | Štrasburk, Francie             | WTA 250       | antuka     | Alexa Guarachiová           | Makoto Ninomijová Jang Čao-süan               | 6–2, 6–3              |
| Vítězka    | 7.  | 24. dubna 2022    | Stuttgart, Německo             | WTA 500       | antuka (h) | Demi Schuursová             | Čang Šuaj Coco Gauffová                       | 6–3, 6–4              |
| Finalistka | 6.  | 7. května 2022    | Madrid, Španělsko              | WTA 1000      | antuka     | Demi Schuursová             | Gabriela Dabrowská Giuliana Olmosová          | 6–7(1–7), 7–5, [7–10] |
| Vítězka    | 8.  | 9. dubna 2023     | Charleston, Spojené státy      | WTA 500       | antuka (z) | Danielle Collinsová         | Giuliana Olmosová Ena Šibaharaová             | 0–6, 6–4, [14–12]     |
| Vítězka    | 9.  | 23. dubna 2022    | Stuttgart, Německo (2)         | WTA 500       | antuka (h) | Demi Schuursová             | Nicole Melichar-Martinezová Giuliana Olmosová | 6–4, 6–1              |
| Finalistka | 7.  | 27. května 2023   | Štrasburk, Francie             | WTA 250       | antuka     | Giuliana Olmosová           | Sü I-fan Jang Čao-süan                        | 3–6, 2–6              |
| Vítězka    | 10. | 1. července 2023  | Eastbourne, Spojené království | WTA 500       | tráva      | Demi Schuursová             | Nicole Melichar-Martinezová Ellen Perezová    | 6–2, 6–4              |
| Finalistka | 8.  | 13. srpna 2023    | Montréal, Kanada               | WTA 1000      | tvrdý      | Demi Schuursová             | Šúko Aojamová Ena Šibaharaová                 | 4–6, 6–4, [11–13]     |
| Finalistka | 9.  | 18. února 2024    | Dauhá, Katar                   | WTA 1000      | tvrdý      | Caroline Dolehideová        | Demi Schuursová Luisa Stefaniová              | 4–6, 2–6              |
| Finalistka | 10. | 3. března 2024    | San Diego, Spojené státy       | WTA 500       | tvrdý      | Jessica Pegulaová           | Nicole Melichar-Martinezová Ellen Perezová    | 1–6, 2–6              |
| Vítězka    | 11. | 12. srpna 2024    | Toronto, Kanada                | WTA 1000      | tvrdý      | Caroline Dolehideová        | Gabriela Dabrowská Erin Routliffeová          | 7–6(7–2), 3–6, [10–7] |
| Vítězka    | 12. | 2. února 2025     | Singapur                       | WTA 250       | tvrdý      | Giuliana Olmosová           | Wang Sin-jü Čeng Saj-saj                      | 7–5, 6–0              |
| Finalistka | 11. | 6. dubna 2025     | Charleston, Spojené státy      | WTA 500       | antuka     | Caroline Dolehideová        | Jeļena Ostapenková Erin Routliffeová          | 4–6, 2–6              |

## Finále série WTA 125

### Čtyřhra: 1 (0–1)
| Legenda       |
| ------------- |
| WTA 125 (0–1) |

| Stav       | č. | datum              | turnaj                 | povrch | spoluhráčka       | soupeřky ve finále                  | výsledek         |
| ---------- | -- | ------------------ | ---------------------- | ------ | ----------------- | ----------------------------------- | ---------------- |
| Finalistka | 1. | 18. listopadu 2018 | Houston, Spojené státy | tvrdý  | Giuliana Olmosová | Jessica Pegulaová Maegan Manasseová | 6–1, 4–6, [8–10] |

## Tituly na okruhu ITF
| Dotace turnajů okruhu ITF | Dotace turnajů okruhu ITF |
| ------------------------- | ------------------------- |
| 100 000 $ tournaments     | 80 000 $ tournaments      |
| 75 000 $ tournaments      | 60 000 $ tournaments      |
| 50 000 $ tournaments      | 25 000 $ tournaments      |
| 15 000 $ tournaments      | 10 000 $ tournaments      |

### Čtyřhra (6 titulů)
| Č. | datum         | turnaj                    | povrch | spoluhráčka       | poražené finalistky                       | výsledek         |
| -- | ------------- | ------------------------- | ------ | ----------------- | ----------------------------------------- | ---------------- |
| 1. | leden 2017    | Fort-de-France, Francie   | tvrdý  | Giuliana Olmosová | Sara Cakarevicová Emmanuelle Salasová     | 6–3, 6–2         |
| 2. | leden 2017    | Saint Martin, Francie     | tvrdý  | Giuliana Olmosová | Chayenne Ewijková Rosalie van der Hoeková | 6–1, 6–1         |
| 3. | duben 2017    | Irapuato, Mexiko          | tvrdý  | Giuliana Olmosová | Ronit Yurovská Marcela Zacaríasová        | 6–1, 6–0         |
| 4. | květen 2017   | Inčchon, Jižní Korea      | tvrdý  | Giuliana Olmosová | Čchö Či-hui Kim Na-ri                     | 6–3, 2–6, [10–8] |
| 5. | červenec 2017 | Sacramento, Spojené státy | tvrdý  | Giuliana Olmosová | Jovana Jakšićová Věra Lapková             | 6–1, 6–2         |
| 6. | srpen 2018    | Vancouver, Kanada         | tvrdý  | Giuliana Olmosová | Kateryna Kozlovová Arantxa Rusová         | 6–2, 7–5         |